# Ballotpedia
Ballotpedia est une encyclopédie politique en ligne non partisane. Fondée en 2007, elle couvre la politique et les élections fédérales, étatiques et locales américaines. 
Ballotpedia est sponsorisé par le Lucy Burns Institute, une organisation à but non lucratif basée à Middleton, dans le Wisconsin.

## Histoire
Le 30 mai 2007, Ballotpedia est fondée par la Citizens in Charge Foundation puis le site est parrainé par la Sam Adams Alliance en 2008, conjointement avec Judgepedia et Sunshine Review. En 2009, leur parrainage est transféré au Lucy Burns Institute, un organisme à but non lucratif, basé à Middleton (Wisconsin).
Le 9 juillet 2013, Sunshine Review est acquis par le Lucy Burns Institute et fusionné avec Ballotpedia. Puis c'est Judgepedia qui fusionne avec Ballotpedia en mars 2015. 